# 溴化三(四羰基合钴酸)锡
溴化三(四羰基合钴酸)锡是一种有机钴化合物，化学式为BrSn[Co(CO)4]3。它可以形成六方晶系晶体，空间群P63，晶胞参数a=10.20 Å，c=11.81 Å。

## 制备
溴化三(四羰基合钴酸)锡可由八羰基二钴和四溴化锡（或Br2Sn[Co(CO)4]2）在四氢呋喃中反应制得。